# Tidskriften Theologia
Tidskriften Theologia är en ekumenisk tidskrift på svenska för kristen teologi som ges ut av bokförlaget Artos. 
Tidskriften har upphört, tidigare gällde följande:
Theologia kommer ut var tredje månad sedan påsken 2005. Tidskriften inriktar sig på klassisk teologi med stark tonvikt på patristik och österländsk teologi. Hittills har alla artiklar ursprungligen varit skrivna för andra tidskrifter i Frankrike, England, Tyskland och USA och blivit översatta till svenska av redaktionen. 
I förordet till det första numret förklaras det: ”Det största och första budet i Bibeln är ’att älska Herren, din Gud, med hela ditt hjärta och med hela din själ och med hela ditt förstånd’ (Matt 22:37). Det hör därför till trons utmaningar att tänka om Gud, efter den logik som finns i evangeliet, med vårt av Gud givna förstånd och det sunda förnuft som Anden så ofta inspirerar med humor och realism. ... Theologia vill stimulera bruket av förnuftet under sökandet på kristendomens väg.”
Redaktör är Johannes Sandgren, medlem i kommuniteten i Taizé, och ansvarig utgivare Per Åkerlund. Docent Per Beskow bistår med fackgranskning. 
Tidskriften har ett tema för vart nummer. Hittills har följande kommit ut:
- Guds ord
- Gud Fadern
- Gud Sonen
- Gud den Helige Ande
- Kyrkan
- Gud